# Hegyháthodász
Hegyháthodász ist eine ungarische Gemeinde im Kreis Körmend im Komitat Vas.

## Geografische Lage
Hegyháthodász liegt 33 Kilometer südlich des Komitatssitzes Szombathely und 10  Kilometer südöstlich der Kreisstadt Körmend. Nachbargemeinden sind Hegyhátsál, Halastó, Ozmánbük, Vaspör und Nádasd. Die höchste Erhebung auf dem Gemeindegebiet ist der 240 Meter hohe Ritafi.

## Geschichte
Die erste urkundliche Erwähnung des Ortes stammt aus dem Jahr 1221. Im Jahr 1913 gab es in der damaligen Kleingemeinde 75 Häuser und 403 Einwohner auf einer Fläche von 1466 Katastraljochen. Sie gehörte zu dieser Zeit zum Bezirk Körmend im Komitat Vas.

## Sehenswürdigkeiten
- Evangelische Kirche mit freistehendem Glockenturm
- Hügelgräber in der Umgebung

## Verkehr
Östlich von Hegyháthodász verläuft die Hauptstraße Nr. 76. Von dieser führt die Nebenstraße Nr. 74166 in die Gemeinde. Es bestehen Busverbindungen über Hegyhátsál und Katafa nach Körmend sowie über Halastó, Sárfimizdó und Gersekarát nach Telekes. Der nächstgelegene Bahnhof befindet sich ungefähr fünf Kilometer nordwestlich in Nádasd.